# Xã Kinder, Quận Cape Girardeau, Missouri
Xã Kinder (tiếng Anh: Kinder Township) là một xã thuộc quận Cape Girardeau, tiểu bang Missouri, Hoa Kỳ. Năm 2010, dân số của xã này là 1.158 người.